# Eugen Beyer
Eugen Beyer, nemški general, * 18. februar 1882, Pohrlitz, Moravska, † 25. julij 1940, Salzburg, Avstrija.